# James Doyle
James Doyle est un jockey de plat britannique, multiple lauréat de groupe I, deuxième jockey de l'écurie Godolphin au Royaume-Uni,,.

## Biographie
Né à Cambridge en 1988, issu d'une famille d'entraîneurs et de jockeys, James Doyle monte la première fois en compétition avec un cheval entrainé par sa mère, Somayda. Remportant sa première course en 2005, il monte d'abord chez Richard Price et Nick Littmoden. En 2012, il devient jockey pour l'écurie de Roger Charlton qui lui offre sa première victoire de groupe 1 en montant Cityscape dans les Dubai Duty Free Stakes. Il remporte l'année suivante son premier groupe 1 en Grande Bretage avec Al Kazeem dans les Prince of Wale's Stakes. En 2014, il entre dans l'écurie Godolphin, et devient alors le jockey de Charlie Appleby et de Saaeed Bin Suroor, en tant que deuxième monte, le premier jockey étant William Buick. Il monte aussi pour John Gosden, avec qui il remporte le Prix Jacques le Marois en 2014.

## Palmarès (courses degroupe 1uniquement)
Royaume-Uni
- 2000 Guineas – 1 – Coroebus (2022)
- 1000 Guineas – 1 – Cachet (2022)
- Prince of Wales's Stakes – 3 – Al Kazeem (2013), Poet's Word (2018), Lord North (2020)
- Queen Elizabeth II Jubilee Stakes – 3 – Blue Point (2019), Naval Crown (2022), Lazzat (2025)
- St James's Palace Stakes – 2 – Kingman (2014), Barney Roy (2017)
- Yorkshire Oaks – 2 – Sea of Class (2018), Warm Heart (2023)
- Eclipse Stakes – 1 – Al Kazeem (2013)
- Champion Stakes – 1 – Noble Mission (2014)
- Sussex Stakes – 1 – Kingman (2014)
- Lockinge Stakes – 1 – Night of Thunder (2015)
- Falmouth Stakes – 1 – Amazing Maria (2015)
- Ascot Gold Cup – 1 – Big Orange (2017)
- King George VI and Queen Elizabeth Stakes – 1 – Poet's Word (2018)
- Haydock Sprint Cup – 1 – Hello Youmzain (2019)
- King's Stand Stakes – 1 – Blue Point (2019)
- Middle Park Stakes – 1 – Vandeek (2023)
- British Champions Sprint Stakes – 1 – Kind of Blue (2024)

 Irlande
- Irish 2,000 Guineas – 1 – Kingman (2014)
- Irish Oaks – 1 – Sea of Class (2018)
- Tattersalls Gold Cup – 3 – Al Kazeem (2013, 2015), Noble Mission (2014)
- Moyglare Stud Stakes – 1 – Rizeena (2013)

 France
- Critérium de Saint-Cloud – 1 –  Gear Up (2020)
- Grand Prix de Saint-Cloud – 1 – Noble Mission (2014)
- Prix du Moulin de Longchamp – 1 – Ribchester (2017)
- Prix du Cadran – 1 – Trueshan (2021)
- Prix Jacques Le Marois – 1 – Kingman (2014)
- Prix Marcel Boussac – 1 – Wild Illusion (2017)
- Prix Vermeille – 1 – Warm Heart (2023)

 Allemagne
- Grand Prix de Berlin – 1 – Rebel's Romance (2022)

 Émirats arabes unis
- Dubai Duty Free Stakes – 1 – Cityscape (2012)
- Al Maktoum Challenge, Round 3 – 1 – African Story (2015)
- Al Quoz Sprint – 1 – Jungle Cat (2018)
- Jebel Hatta – 2 – Hunter's Light (2015), Blair House (2018)

 Australie
- Sir Rupert Clarke Stakes – 1 – Jungle Cat (2018)

 Canada
- Northern Dancer Turf Stakes – 1 – Old Persian (2019)

 États-Unis
- Breeders' Cup Turf – 1 – Rebel's Romance (2022)